# Mia Wagner
Mia Wagner (ur. 25 grudnia 1977 w Viborgu) – duńska prawniczka, przedsiębiorca i polityk, od listopada do grudnia 2023 minister.

## Życiorys
W 2003 ukończyła studia prawnicze na Uniwersytecie Kopenhaskim. Praktykowała jako prawniczka, do 2016 była partnerem w kancelarii prawnej w Viborgu. W latach 2017–2020 pełniła funkcję dyrektora generalnego rodzinnej firmy Freeway Holding, prowadzącej szereg portali internetowych. Powoływana również w skład rad dyrektorów innych przedsiębiorstw. W latach 2018–2022 była inwestorem w Løvens Hule, duńskiej wersji programu telewizyjnego Dragons’ Den
W 2023 dołączyła do liberalnej partii Venstre. W listopadzie tego samego roku objęła urząd ministra ds. cyfryzacji i równouprawnienia w koalicyjnym rządzie Mette Frederiksen, zastępując Marie Bjerre. Urzędowała przez kilkanaście dni, ustępując ze stanowiska z powodów zdrowotnych.